# Ansen Dibell
Ansen Dibell (New York, 8 september 1942 - 7 maart 2006) was het pseudoniem van de Amerikaanse fantasy- en sciencefictionschrijfster Nancy Ann (Nan) Dibble.
Ansen Dibell studeerde Engelse literatuur van de 19e eeuw. Nadat ze was afgestudeerd, werkte ze als docente Engels en redactrice. Haar boekenserie Het Bewind van Een werd eerst in het Nederlands uitgegeven door uitgeverij Meulenhoff, en pas veel later in haar eigen taal.

### Non-fictie
- Plot: Elements of Fiction Writing, Writer's Digest Books, augustus 1988, ISBN 0-89879-303-3
  - Paperback: Writer's Digest Books, augustus 1999, ISBN 0-89879-946-5
- Word Processing Secrets for Writers (met Michael A. Banks), Writer's Digest Books, maart 1989, ISBN 0-89879-348-3
- How to Write a Million: The Complete Guide to Becoming a Successful Author (met Orson Scott Card, Lewis Turco en Michael Ridpath), Constable Robinson, januari 1995, ISBN 1-85487-367-9

- Bibliothèque nationale de France: cb12602072t (data)
- Gemeinsame Normdatei: 1146955030
- International Standard Name Identifier: 0000 0000 2874 0570
- Library of Congress Control Number: n86062319
- Nationale Bibliotheek van Israël: 987007280828905171
- Nederlandse Thesaurus van Auteursnamen: 069838305
- Istituto Centrale per il Catalogo Unico: CFIV119978
- Virtual International Authority File: 34577458
- WorldCat: E39PBJj4vTDkVXTtGkFKCgqvpP